# Enrico Faccini
Enrico Faccini (ur. 2 marca 1962 w Santa Margherita Ligure, Genua) – włoski scenarzysta i rysownik.
Karierę rozpoczynał w latach 80. XX wieku, początkowo jako technik oraz asystent innych, bardziej znanych twórców. Pierwszym jego samodzielnym dziełem była komiksowa adaptacja opowiadania Edgara Allana Poego Czarny kot. Wkrótce rozpoczął współpracę z wytwórnią Disneya. Początkowo zdobywał doświadczenie jako asystent Romano Scarpy, od 1989 tworzy swoje własne historie. Ich głównym bohaterem są zwykle Kaczor Donald i Kaczor Dziobas, często pojawiają się również inne postacie znane z „kaczego” świata: Hyzio, Dyzio i Zyzio, Sknerus McKwacz czy Goguś Kwabotyn. Bohaterem kilkunastu prac Enrico Facciniego był również drugi wielki bohater Disneya, Myszka Miki.
Do dziś (stan na 1 stycznia 2007) Enrico Faccini stworzył 259 prac z postaciami związanymi z Kaczorem Donaldem (komiksów, okładek). Jego prace, zwykle liczące ok. 20-25 stron, znane są również w Polsce – regularnie ukazują się na łamach miesięcznika Gigant Poleca (m.in. Dziób nie od parady, Spotkanie po latach, Park i Mat czy Chudy i Chudszy).
Świat prezentowany przez Facciniego w jego komiksach różni się od tego, do jakiego przyzwyczaili czytelników tacy autorzy jak Carl Barks czy Don Rosa. Akcja dzieje się we współczesności (a nie w latach 60, jak u Barksa), bohaterowie dysponują takimi sprzętami jak telefony komórkowe czy komputery. Również graficznie jego komiksy różnią się od kanonu: postacie są bardziej wyraziste, duży nacisk położony jest na takie detale jak układ piór na głowach czy kształt dziobów bohaterów.